# Пралая
Прала́я (санскр. प्रलय, IAST: pralaya, «разрушение») — в космологии индуизма — период отсутствия активности во Вселенной, наступающий после каждой кальпы. Длится 4,32 млрд земных лет.
Махапрала́я (санскр. महाप्रलय, Mahâ-pralaya, «великое разрушение») — полное разрушение Вселенной (по истечении махакалпы) со смертью творца Брахмы, которое происходит каждые 100 лет Брахмы (311,04 трлн земных лет).